# Zabërgja
Zabërgja (albanisch auch Zabërgjë oder auch Zabërxha/-ë, serbisch Забрђе Zabrđe) ist ein Dorf im Norden des Kosovo und gehört zur Gemeinde Mitrovica e Jugut. 

## Geographie
Zabërgja liegt 18 Kilometer nordöstlich von Mitrovica und ist über die R-129 zu erreichen. Nördlich des Dorfes liegt die Ortschaft Ofçar.

## Bevölkerung
Bei der Volkszählung 2011 wurden für Zabërgja 70 Einwohner erfasst. Davon bezeichneten sich alle als Albaner (100 %).
| Volkszählung | 1948 | 1953 | 1961 | 1971 | 1981 | 1991 | 2011 |
| ------------ | ---- | ---- | ---- | ---- | ---- | ---- | ---- |
| Einwohner    | 146  | 158  | 177  | 192  | 222  | 254  | 70   |